# Дженевра
Скално светилище Дженевра се намира на територията на община Батак. Разположено е на връх „Манастира“, на 1.4 km североизточно по права линия от язовирната стена на язовир Дженерва и е разположено в местността Дженевра на около 1700 m надморска височина. Култовото място е разположено на хълм с много стръмни склонове към своята билна част. На върха на този хълм между скалите с причудлива форма, е било изградено тракийското светилище. На голяма част от скалите под мъховете се наблюдават изсечени шарпани.

## Откритие
Скалното светилище в местността Дженевра е регистрирано при теренните проучвания през 2003 г., а през август 2004 г. приключват цялостните археологически разкопки. Ръководител на научноизследователска експедиция е доц. д-р Костадин Кисьов (директор на Археологически музей Пловдив). В експедицията участват също Десислава Давидова (Археологически музей Пловдив), Екатерина Пейчинова (директор на Исторически музей Батак) и членове на пещерния клуб към музея по спелеология в гр. Чепеларе и студенти от гр. Пловдив и гр. София.

## Археологическо проучване
Изкопните и проучвателни работи обхващат централната и южната площ на скалния връх Манастира, а площта им заема 1 декар. През 2003 г. е положен сондаж, който е разширен с 10 m. в южна посока и с 3 m. в източна посока. Така става възможно да бъде разкрита цялата вътрешна част на скалния венец на обекта, върху който е изграден масивен зид без спойка. В площта оградена от масивния зид, на дълбочина 0,25-0,30 m от съвременната повърхност са разкрити и проучени две съоръжения с различна форма.
В централната част на върха е разкрита структура с неправилна четириъгълна форма и размери 8 х 7 m, изградена от ломени камъни, подредени в един ред, във вътрешността на която са открити само няколко керамични фрагменти с малки размери. Непосредствено до нея е разкрито второ съоръжение, заемащо северната част на скалния връх. То има кръгла форма с диаметър 6 m, и е изградено от два реда ломени камъни подреждани без спойка. В оградената от каменния пръстен площ археолозите не откриват никакви останки от обредни действия.
Проучена е и цялата вътрешна част на скалния венец разположен в източната част на върха. На дълбочина от 0,30 до 0,40 m, са разкрити три глинобитни култови съоръжения – олтари с кръгла форма – изградени от ломени камъни, непосредствено върху скалата. Първият олтар е открит разрушен от каменно струпване и голям скален блок, който се е отчупил от скалния венец. Съоръжението е имало кръгла форма, като повърхността е била украсена с геометрични мотиви чрез щампован шнур. До неговата западна периферия на дълбочина 0,40 m, непосредствено под скалния блок e открита купичка. Съдът е изработен на ръка, от глина, с едри силикатни примеси. Тя има конусовидна форма, плоско дъно и устие с правилен профил. Археолозите са установили, че външната повърхност на съда е черна, със следи от вторично обгаряне.
Откритите археологически находки, съоръжения и стратиграфия на скалния връх Манастира карат научния екип да заключи, че скалното светилище е имало два строителни периода. Неговото първоначално изграждане и функциониране се поставя в периода на късната Античност, от когато датират масивния ограждащ го зид, стълбището, разрушеното глинобитно съоръжение – есхара с украса от щампован шнур, трета глинена замазка и две глинени купички.
Крепостните зидове опасвали светилището са дебели и се наблюдават под формата на разсип, който застила целия склон под самото светилище. На източната страна се забелязва по-голямо струпване на камъни от крепостта, което може да се окаже остани от крепостна кула или порта или и двете.

## Светилището на Дионис
Откритите глинобитни части от олтара на светилището са идентични с тези от олтара, открит по време на археологическите проучвания на Небет тепе в Пловдив. Циклопският зид и олтарът напълно съвпадат с описанието на римския историк Макробий за светилището на Дионис, според който то е било с кръгла форма и е било опасано със зид, висок около два метра. Светилището е било „отворено“ към небето, т.е. е нямало покрив, а върху намиращия се по средата олтар, тракийските жреци са извършвали гадаенията си. Светилището е в непосредствена близост до открития през миналото лято античен път, чието трасе е използвано от Александър Македонски при похода му срещу Филипопол. Според учените една от най-ценните находки е керамиката тип „Цепина“, която се свързва със съществуването на голямо централно светилище в Западните Родопи. То може да се свърже и с открития надпис в античния Пистирос край сегашния град Ветрен, който информира, че пътуващите търговци от Древна Гърция за вътрешността на Древна Тракия през Западните Родопи е трябвало да получат разрешение от бог Дионис. Това би могло да е доказателство, че става въпрос за „Светилището на Дионис“, което последните десетилетия всички траколози издирват. Въпреки няколкото съвпадения още е рано да се твърди със сигурност дали става дума за въпросното светилище на Дионис. Според д-р Кисьов това може да се каже, след като да бъде проучен целият обект.

## Датиране
Съдейки по намерените артефакти археолозите установяват, че светилището е било ползвано активно през Късната Античност, а вторият период от функционирането на светилището се отнася към ІV век сл. Хр., от
когато датират двете каменни съоръжения разположени в теменоса, многопластовия глинобитен олтар и глиненият съд с монета на Константин Велики.
Вторият период от функционирането на светилището се отнася към ІV век сл. Хр., от когато датират двете каменни съоръжения разположени в теменоса, многопластовия глинобитен олтар и глиненият съд с монета на Константин Велики.